# زاور ساداييف
زاور ساداييف (بالروسية: Садаев, Заур Умарович)‏ (6 نوفمبر 1989 بشالي في روسيا - ) هو لاعب كرة قدم روسي في مركز الهجوم. شارك مع منتخب روسيا تحت 20 سنة لكرة القدم ومنتخب روسيا الثاني لكرة القدم. أما مع النوادي، فقد لعب مع بيتار القدس وتيريك غروزني ولخ بوزنان وليخيا غدانسك.

## وصلات خارجية
- زاور ساداييف على موقع اتحاد تركيا (لاعب) (الإنجليزية)
- زاور ساداييف على موقع قاعدة بيانات كرة القدم.إي يو (الإنجليزية)
- زاور ساداييف على موقع Soccerbase.com (لاعب) (الإنجليزية)
- زاور ساداييف على موقع Soccerway.com (الإنجليزية)